# Mariano González
Mariano Nicolás González (Tandil, 5 de maio de 1981) é um futebolista argentino que atualmente joga no Santamarina.
Jovem promessa do Campeonato Argentino, com uma grande velocidade e bom toque de bola ganhou, nos Jogos Olímpicos de Atenas 2004, a medalha de ouro, um dos momentos altos da sua carreira. Outro momento alto foi o ingresso no FC Porto,onde ganhou vários títulos, depois de não se conseguir afirmar no Inter.

## Carreira

### Clubes
De 2001 a 2004 jogou no Racing Club, clube da Primeira divisão do Campeonato Argentino tendo jogado 64 partidas e marcado 14 golos. Transferiu-se para o Palermo onde jogou nas duas seguintes épocas. Em 54 jogos, marcou 4 golos. Em 2006/2007 foi emprestado ao Inter, mas não se conseguiu impor na equipa.
Em 2007/2008, ingressa no FC Porto por empréstimo, tendo o clube portista accionado a cláusula de compra (de 3 milhões de Euros) esta temporada. No plantel azul-e-branco, Mariano tem mostrado ser um jogador útil. 
Marcou um golo decisivo no empate sobre o Manchester United (2-2) na primeira mão dos quartos-de-final da Liga dos Campeões 2008/2009, silenciando o inferno de Old Trafford, ao minuto 89 (não evitando ainda assim a eliminação na segunda mão, resultado de 1-0, golo de Cristiano Ronaldo). Marcou o melhor golo da sua carreira no dia 2 de Fevereiro de 2010, no clássico português, FC Porto vs Sporting CP. Fez seu último jogo com o FC Porto na Final da Taça de Portugal tendo os azuis e brancos ganho o Vitória de Guimarães por 6-2 em Maio de 2011, pois o seu contrato terminou com o FC Porto.
Então assinou recentemente pelo Club Estudiantes de La Plata, clube do seu pais, onde jogou recentemente o seu cunhado, Mariano Andújar.

### Selecção
Fez parte da Selecção Argentina que participou nos Jogos Olímpicos de Atenas 2004, onde ganhou a medalha de ouro.

## Palmarés
- Ouro Olimpico Atenas 2004
- Campeonato da Série A (1): 2006/2007

FC Porto
- Supertaça de Portugal (2): 2008-2009, 2009-2010
- Campeonato Nacional (3): 2007-2008, 2008-2009, 2010-2011
- Taça de Portugal (3): 2008-2009, 2009-2010, 2010-2011